# 天頂2號運載火箭
天顶-2运载火箭（俄语：Зени́т-2）苏联于1970年代开始研制的中型运载火箭，是天顶号运载火箭中的两级型号。美国国防部对这种火箭的代号是“SL-16”，美国国会的谢尔顿命名法（用于识别火箭的衍生型号）则称其为“J-1”。

## 天顶-2基本型
天顶-2的研制工程于1976年3月16日获得苏联政府批准；此前已经在1974年4月时完成了火箭的初步设计。该工程可以看作是能源-暴风雪号航天飞机工程的一部分，因为天顶号的第一级就是能源号火箭的助推器，“天顶-1”的代号也因此被该助推器占用了。火箭的总体设计由南方设计局负责，总设计师为弗拉基米尔·乌特金。设计者曾打算把天顶号作为一个覆盖不同运载能力的火箭家族来开发，但最后只有中等运载能力的方案被真正实施，这就是天顶-2。
天顶-2是两级结构的运载火箭，级间分离方式为半热式。各级的发动机都使用了无公害的推进剂成分：液氧和煤油。火箭的第一级采用一台威力强大的RD-171四室发动机，该发动机与能源号助推器采用的RD-170不同的是其喷管可以沿两个方向轴摆动（而RD-170只有一个可动方向轴）。实际上，天顶-2的第一级就是靠这种推力矢量喷管（其偏转角可达6度）来进行姿态控制。火箭的第二级采用一台RD-120单室发动机，还安装有一台11D513游动发动机用于姿态控制。11D513的工作时间可以达到375秒。天顶-2的一个古怪特点是，推进剂并不是按最佳比例在两级之间分配的。这是因为受限于铁路运输车辆所能承载的货物长度，要想把火箭以装配完毕的形态运输到发射场就不得不缩短第一级的燃料贮箱。
按照苏联政府最早的设想，天顶-2应从位于俄罗斯境内的普列谢茨克发射场发射。但在1980年代时，苏联为了大力推行暴风雪号航天飞机计划，把其航天部门的几乎全部骨干力量都集中在了哈萨克斯坦的拜科努尔（只有那里有条件执行能源号火箭的发射任务）。因此天顶-2首飞时使用的发射设施也被建在了拜科努尔，而且最后也只建了这一套设施，从普列谢茨克发射的计划在苏联解体后被取消了。在拜科努尔，天顶-2拥有45号发射阵地上的两个发射台（现在只有一个能用）。天顶-2的发射过程实现了完全自动化，不需工作人员在现场操作，从而减少了因发射失败导致人员伤亡的可能。
天顶-2在1985年4月13日从拜科努尔发射场进行了首飞（比原计划推迟了3年，因为RD-170/RD-171发动机的研制遇到了困难），所携带的物体是一个具有一定质量的模拟载荷。苏联原打算让使用天顶-1助推器的能源号火箭先试飞，但能源号的研制进度因各种技术问题被严重拖慢，不可能先于天顶-2上天。1987年，军方正式采用天顶-2作为发射军用航天器的运载工具。天顶-2先后发射过“处女地”系列电子侦察卫星，“鹰”系列侦察卫星和“飓风”有人太空战斗机的模型。飓风号太空战斗机计划即使在冷战时期都是一个过于疯狂的计划，在用天顶-2发射了一架大概是等质量的模型后，该计划在1987年被取消了。1990年10月4日，天顶-2在发射一颗处女地-2卫星时发生了严重事故。由于第一级发动机故障，火箭在起飞3秒后坠落，完全破坏了45号发射阵地的一个发射台，该发射台以后再未修复。后来的天顶-2都是使用另一个发射台（该发射台在事故发生两个月后才完工）发射的。此外，对火箭进行了两年的改进，以免出现类似问题。
在苏联解体后，俄罗斯继续与乌克兰合作生产一定数量的天顶-2，基本都是用来发射“处女地-2”系列军事卫星。

## 天顶-M
天顶-M是俄罗斯与乌克兰新研制的一种天顶-2改型，其主要特点是安装了新控制系统和改进过的发动机。天顶-M在2007年6月29日成功地进行了第一次发射，将宇宙-2428（据推测是一颗“处女地-2”系列电子侦察卫星）送入轨道。天顶-M的具体性能参数尚不清楚。
另外，将天顶-M分别加上一个“弗雷盖特”上面级或“DM组级”上面级，就形成了两种三级火箭：天顶-M/弗雷盖特和天顶-M/DM组级（也叫天顶-3M）。 加装上面级之后，火箭就拥有了将载荷送入更高的轨道（如地球同步轨道）的能力。天顶-M/弗雷盖特预计将在2008年发射，而天顶-M/DM组级的商业型号天顶-3SLB已经于2008年4月28日首飞成功。天顶-M/DM组级的研制可能利用了在天顶-3SL计划中发展起来的技术（天顶-3SL也使用DM组级上面级，这种上面级只有俄罗斯能制造）。

## 天顶-2SLB
天顶-2SLB是海射公司（商业天顶号“天顶-3SL”的发射服务提供商）新推出的一种用于商业发射的两级火箭，但不是从奥德赛海上平台发射，而是从陆地上（拜科努尔发射场）发射。为此海射公司成立了陆上发射部门。天顶-2SLB的具体参数还不清楚，可能它就是天顶-M用于商业目的时的代号。该火箭是没有上面级的。